# Rotonda de los Sudcalifornianos Ilustres
La Rotonda de los Sudcalifornianos Ilustres, situada en la ciudad de La Paz, Baja California Sur, es un monumento cívico erigido para honrar a aquellas figuras notables que han dejado huella en la historia y el desarrollo de la región. Su concepción y evolución están intrínsecamente ligadas a los esfuerzos por consolidar la identidad cultural y política del estado.

## Historia
La Rotonda de los Sudcalifornianos Ilustres fue formalmente creada mediante el Decreto N.o 505 del Congreso del Estado de Baja California Sur, de 20 de febrero de 1985, y comenzó a recibir restos humanos ese mismo año. Sin embargo, su inauguración pública como parte de la Unidad Cultural «Profesor Jesús Castro Agúndez» tuvo lugar en enero de 1987.
La construcción de la Unidad Cultural, que la alberga, fue realizada durante la administración del gobernador Alberto Andrés Alvarado Arámburo Está ubicada en calle Miguel López de Legaspi, entre Ignacio Altamirano y Héroes de la Independencia, en la Zona Central de la capital sudcaliforniana, código postal 23000, junto al Teatro de la Ciudad. El financiamiento de la Unidad Cultural, el complejo del cual forma parte, fue primordialmente bipartito, con aportaciones de los gobiernos estatal y federal.
La construcción de la rotonda se enmarcó dentro de un proyecto cultural mucho más amplio y ambicioso: la Unidad Cultural «Profesor Jesús Castro Agúndez». Esta unidad representó un esfuerzo significativo de los gobiernos estatal y federal para consolidar la infraestructura cultural de Baja California Sur. Además de la rotonda, el complejo incluyó el Teatro de la Ciudad, el Teatro al Aire Libre «Profesora Rosaura Zapata», el Archivo Histórico «Pablo L. Martínez», la Biblioteca Central «Filemón C. Piñeda» y la Galería de Arte «Carlos Olachea». La decisión de integrar la rotonda dentro de esta Unidad Cultural sugiere una aproximación estratégica y holística por parte del gobierno estatal hacia el desarrollo cultural en el decenio de 1980. No se trató simplemente de la edificación de un monumento aislado, sino de la materialización de una visión más amplia para unificar y fortalecer las instituciones culturales y los espacios cívicos. Esto se traduce en un compromiso gubernamental por fomentar una sólida identidad cultural y proporcionar instalaciones integradas para la expresión artística, la preservación histórica y el compromiso cívico, lo que podría interpretarse como parte de una tendencia nacional de inversión en infraestructura cultural en ese período. 
La inauguración funcional fue en 1985, con el traslado de los restos del general Manuel Márquez de León, para el comienzo de su propósito conmemorativo. No obstante, la inauguración formal sucedió en enero de 1987, a cargo del entonces gobernador Alberto Alvarado Arámburo.
Actualmente la Rotonda alberga los restos de siete sudcalifornianos esclarecidos:
- General liberal Manuel Márquez de León, sus restos fueron trasladados a la Rotonda en 1985
- Educadora Rosaura Zapata Cano, impulsora de la creación y desarrollo de los jardines de niños en México[4]
- Profesor Domingo Carballo Félix (20-08-1897–17-08-1972), sus restos fueron trasladados el 15 de mayo de 1986[5]
- Maestro normalista y político Jesús Castro Agúndez, sus restos fueron trasladados en 1986. La Unidad Cultural que alberga a la rotonda lleva su nombre
- General de División y gobernador del Territorio Federal Sur de Baja California Agustín Olachea, sus restos fueron trasladados en 1986
- Minero y combatiente liberal antiimperialista Ildefonso Green Ceseña[6]
- Maestro, historiador y cronista Pablo L. Martínez Márquez (11-01-1898–09-01-1970), sus restos fueron trasladados en 1990[7]

En 2020, el gobierno estatal de B.C.S. rehabilitó la Rotonda de los Sudcalifornianos Ilustres, para lo cual erogó 758,136.26 pesos.
La Rotonda de los Sudcalifornianos Ilustres se erige como un pilar fundamental en la preservación de la memoria histórica y la identidad cívica de Baja California Sur. Su historia es un reflejo del compromiso gubernamental con el desarrollo cultural del estado. Forma parte de la ambiciosa Unidad Cultural «Profesor Jesús Castro Agúndez», erigida por la administración estatal, con apoyo del gobierno federal. Su ubicación estratégica junto al Teatro de la Ciudad, en el corazón de La Paz, la consolida como un punto neurálgico para la interacción cultural y cívica, al facilitar el acceso público a este espacio de homenaje y memoria histórica.